# سورن پهلو
سورن پهلو نخست‌وزیر (وزرگ فرمذار) بهرام پنجم (بهرام گور) بوده است.
این شخص یکی از هفت خاندان ممتاز ساسانی(خاندان سورن(سیستان)) که نامش در غازار پاربتسی هزارپت (hazārapet) داده شده است. او علاوه بر این وزرگ فرمذار بوده که احتمالاً جانشین بلافاصله بعد از مهرنرسه تحت حکومت بهرام پنجم بوده است.